# Suicaのペンギン

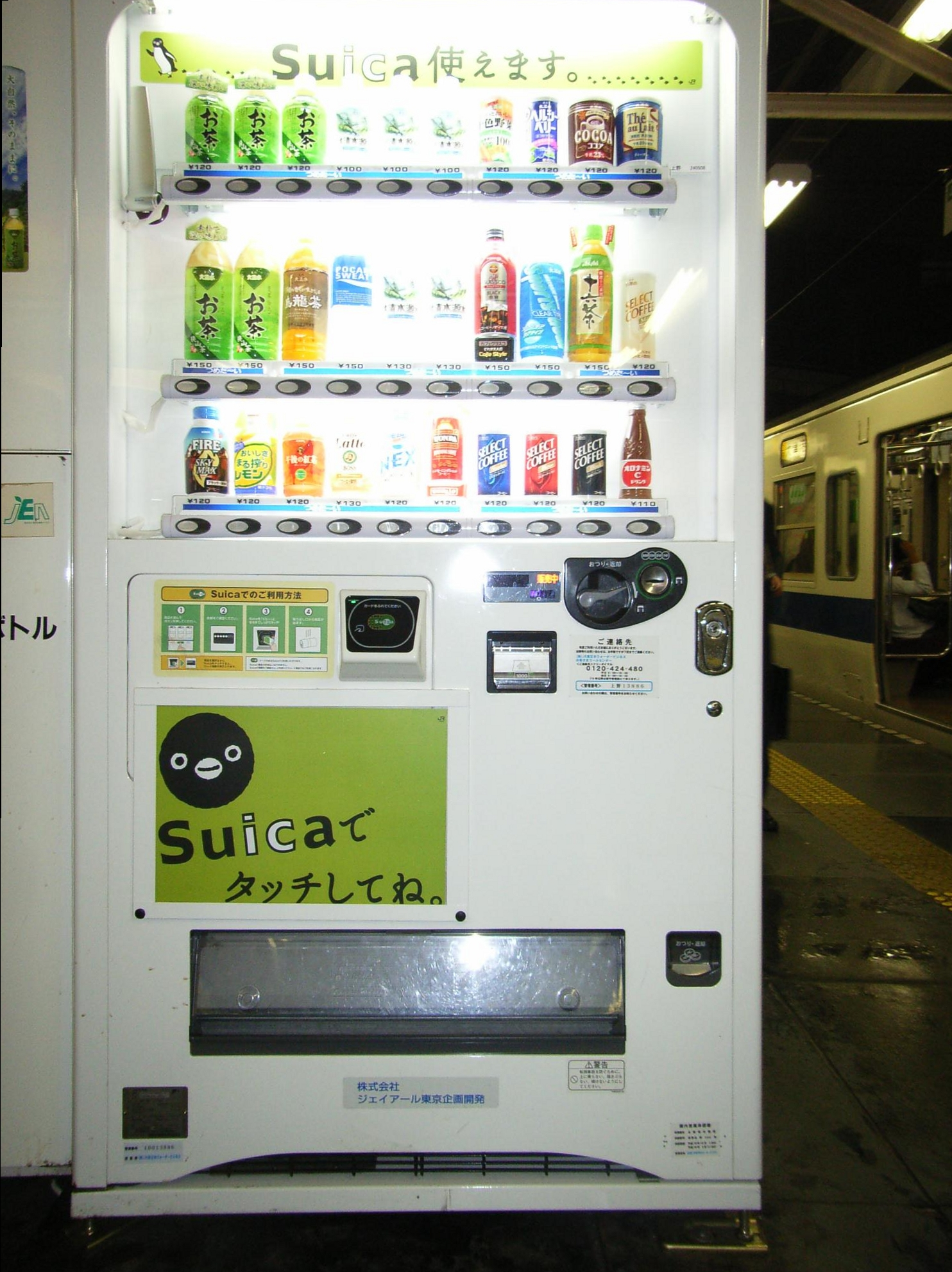
Suicaのペンギンをあしらった自動販売機

Suicaのペンギン（スイカのペンギン、Suica's Penguin）は、東日本旅客鉄道（JR東日本）の発売するプリペイドICカードであるSuicaカード、またはSuica関連のウェブサイト等に登場するマスコットキャラクターである。
デザインはさかざきちはる（坂崎千春）による。モデルはアデリーペンギンで、キャラクター設定では南極から東京にやってきたことになっている。好物は魚肉ソーセージ。
「それぞれの生活者が所有するICカードの分身」という観点から、固有の名前はあえて設定していない。報道では「Suicaのペンギン」と呼称されている。

## Suicaのペンギンの位置づけ
このキャラクターは「Suicaアピール用のオリジナルキャラクター」とされることがあるが、実際はすでに存在していた坂崎の絵本に登場するペンギンを起用したものである（キャラクターの初出は1998年発行の『ペンギンゴコロ』）。このペンギンの著作権表記の先頭がJR東日本ではなく坂崎なのはこのため。

## 起源
JR東日本埼京線各駅で2001年（平成13年）4月8日からモニターテストが行われたが、このモニター募集用冊子・告知ポスターで坂崎のペンギンが採用されたのが最初。坂崎によれば、当初はSuica導入キャンペーン用のイラストという位置づけだった。坂崎がペンギンにまつわる絵本を出版していたのに倣い、モニター募集用冊子は絵本形式になっている。広大な南極海で「スイスイ」泳ぎ回るペンギンの所作と、Suicaで「スイスイ」便利になるというイメージとを掛け合わせたもの。また、Suicaが「誰も知らない」「既存のものとは違うサービス」であることから、果実のスイカを知らないペンギンが選ばれたとされる。この絵本形冊子は、2001年11月の本使用開始時にも、一部体裁を変更の上再配布されたほか、電子化されて同社の公式サイトにも掲載されている。

## カード販売
2001年11月に限定10万枚で発売された「Suicaデビュー記念Suicaイオカード」にこのペンギンが描かれて人気に火がつき、このカードがネットオークション等で一時1万円を超える価格で取引されることもあった。翌2002年（平成14年）4月の東京モノレール「導入記念モノレールSuicaカード」、12月の「りんかい線相互乗り入れ記念Suicaイオカード」、東京臨海高速鉄道「りんかい線全線開通記念りんかいSuicaカード」、東京モノレール「Suicaネットワーク拡大記念モノレールSuicaカード」がいずれもこのペンギンをモチーフとしたデザインであったこと、発行枚数が1万枚と少なかったことから、マニアや価格高騰を狙った転売目的の人間が殺到、発売前日から各駅に徹夜の行列ができるなどの事態となった。
2003年（平成15年）5月の日本航空（JAL）・全日本空輸（ANA）・東京モノレール提携記念Suicaイオカードは、JAL・ANA国内線機内でのみの各5,000枚限定販売とされ、これのみを目当てに航空機に搭乗するという現象がみられた。
その後、2003年6月から発行された一般販売用の電子マネー対応Suicaからはペンギンが本採用され、以後発売された記念Suicaも発売枚数が原則2万枚に引き上げられたこともあって、ペンギンカード目当てに窓口に殺到するという当初のような混乱は減少した。
2004年（平成16年）8月には、Suica・ICOCA相互利用記念として、ペンギンとICOCAのマスコットキャラクター、カモノハシのイコちゃんが電車ごっこをしているイラスト入りのカードが発売された。
2007年（平成19年）3月18日にPASMOのサービスと首都圏ICカード相互利用サービスの開始記念として、ペンギンとPASMOのマスコットキャラクターのロボットが手をつないで空に浮かんでいるイラスト入りのカードが発売された。またこのカードは記名カードや定期券にすることもできる。

### ペンギンイラスト入り記念カード
- 2001年11月18日 - 10万枚 【JR東日本】Suicaデビュー記念Suicaイオカード：自動改札機の前にSuicaを持ったペンギン
- 2002年4月21日 - 1万枚 【東京モノレール】導入記念モノレールSuicaカード：自動改札機の前にSuicaを持ったペンギンとモノレールSuicaを持ったペンギン
- 2002年12月1日 - 1.5万枚 【JR東日本】りんかい線相互乗り入れ記念Suicaイオカード：３匹のペンギンがSuica、りんかいSuica、モノレールSuicaを持っている
- 2002年12月1日 - 1.5万枚 【東京臨海高速鉄道】りんかい線全線開通記念りんかいSuicaカード：自動改札機を通る３匹のペンギンがSuica、りんかいSuica、モノレールSuicaを持っている
- 2002年12月1日 - 1.5万枚 【東京モノレール】Suicaネットワーク拡大記念モノレールSuicaカード：空を飛ぶ３匹のペンギンがSuica、りんかいSuica、モノレールSuicaを持っている
- 2003年5月13日 - 0.5万枚 【JR東日本】JAL・東京モノレール提携記念Suicaイオカード：飛行機と一緒に飛ぶペンギン
- 2003年5月13日 - 0.5万枚 【JR東日本】ANA・東京モノレール提携記念Suicaイオカード：飛行機の上に座るペンギン
- 2004年3月22日 - 2.5万枚 【JR東日本】Suicaショッピングサービス開始記念Suicaイオカード：レジから飛び出すペンギン
- 2004年8月1日 - 5万枚 【JR東日本】Suica・ICOCA相互利用記念Suicaイオカード：電車ごっこをするカモノハシのイコちゃん（左）とペンギン（右）
- 2004年8月1日 - 5万枚 【JR西日本】ICOCA・Suica相互利用記念ICOCAカード：電車ごっこをするペンギン（左）とカモノハシのイコちゃん（右）
- 2004年10月16日 - 2万枚 【JR東日本】グリーン車Suicaシステム登場記念Suicaイオカード：グリーン車座席に座るペンギン
- 2004年11月18日 - 2万枚 【JR東日本】1,000万枚突破記念Suicaイオカード：ペンギンの顔のアップとThank you！10000000!Suicaの文字と組み合わせ
- 2005年3月27日 - 2万枚 【JR東日本】楽天イーグルス応援Suicaイオカード：ＳＢＯ（ストライク・ボール・アウト）表示がペンギンの顔
- 2007年2月20日 - ?枚 【JR東日本】「Suicaで遊ぼうTYO」 TYOオリジナルSuicaカード（パック商品）：ビル群とペンギンたち
- 2007年3月18日 - 10万枚 【JR東日本】Suica・PASMO相互利用記念Suicaカード：ロボット（左）とペンギン（右）が向き合って手を繋いでいる
- 2007年3月18日 - 11万枚 【PASMO事業者】PASMOデビュー・Suica相互利用開始記念カード：ペンギン（左）とロボット（右）が向き合って手を繋いでいる
- 2008年3月15日 - 1万枚 【JR東日本】新潟エリア拡大記念Suicaカード：米俵と稲穂を持つペンギン
- 2008年3月29日 - 5万枚 【JR東日本】Suica・TOICA・ICOCA相互利用記念Suicaカード：ペンギン（中央）、ヒヨコ（左）、イコちゃん（右）が手を繋いでいる
- 2008年3月29日 - 3万枚 【JR西日本】Suica・TOICA・ICOCA相互利用記念ICOCAカード：イコちゃん（中央）、ペンギン（左）、ヒヨコ（右）が手を繋いでいる
- 2008年3月29日 - 2万枚 【JR東海】Suica・TOICA・ICOCA相互利用記念TOICAカード：ヒヨコ（中央）、イコちゃん（左）、ペンギン（右）が手を繋いでいる
- 2009年3月14日 - 5万枚 【JR東日本】Suica・Kitaca IC乗車券・電子マネー相互利用記念Suicaカード：２台の電車とエゾモモンガ（左）とペンギン（右）
- 2009年3月14日 - 1万枚 【JR北海道】Suica・Kitaca IC乗車券・電子マネー相互利用記念Kitacaカード：２台の電車とペンギン（左）とエゾモモンガ（右）
- 2009年3月14日 - 0.4万枚 【JR東日本】仙台・福島・郡山エリア拡大記念Suicaカード：七夕まつり・わらじまつり・うねめまつりの格好をしたペンギンたち
- 2009年3月14日 - 0.4万枚 【JR東日本】常磐線Suicaエリア拡大記念Suicaカード：フラダンスをするペンギンたち
- 2009年3月14日 - ？枚 【JR東日本】千葉Suicaエリア拡大記念Suicaカード：落花生から飛び出るペンギン
- 2010年3月13日 - 3万枚 【JR東日本】nimoca・Suica・はやかけん・SUGOCA IC乗車券・電子マネー相互利用記念Suicaカード：歌っているペンギンと演奏するフェレット、ちかまる、カエルくん＆時計くん
- 2010年3月13日 - 1万枚 【JR九州】はやかけん・SUGOCA・nimoca・Suica IC乗車券・電子マネー相互利用記念SUGOCAカード：歌っているカエルくん＆時計くんと演奏するちかまる、フェレット、、ペンギン
- 2010年3月13日 - 1万枚 【株式会社ニモカ】SUGOCA・nimoca・Suica・はやかけん IC乗車券・電子マネー相互利用記念nimocaカード：歌っているフェレットと演奏するカエルくん＆時計くん、ペンギン、ちかまる
- 2010年3月13日 - 0.6万枚 【福岡市交通局】Suica・はやかけん・SUGOCA・nimoca IC乗車券・電子マネー相互利用記念はやかけんカード：歌っているちかまると演奏するペンギン、カエルくん＆時計くん、フェレット

※この他にも非売品のカードがいくつか存在する。

## その他の使用事例

### 駅ナカ店舗での使用
2004年3月から「Suica電子マネー」が管内のNEWDAYS（JR東日本リテールネット運営のコンビニエンスストア）等に本格導入され、これの販売促進用キャンペーンとして各種ペンギングッズプレゼントが数回にわたり実施されるようになり、コンプリートマニアのコレクション対象はカードだけでなくペンギングッズへも広がっている。キャンペーンは、例えば100円以上の買い物の際に配布されるペンギンシールをはがきに貼り、応募して各種ペンギングッズを当てるというものの他、スピードくじ方式、付箋紙無料配布、関連会社の清涼飲料水「大清水」への販売促進用カンバッジ添付などのスタイルで催されている。

#### 現在までの販促キャンペーン
上段はキャンペーン名、下段は日付・キャンペーンのスタイル（【】内）・プレゼントを表す。
「Suicaペンギングッズプレゼント」キャンペーン
2004年6月 - 【スピードくじ】 ペンギンマグネット（12種）、ペンギンTシャツ、カンバッジ付大清水（12種）
「駅はSuicaで。」キャンペーン
2004年9月 - 【応募シール】 ペンギンクッション、ペンギンパーカー、ペンギンマグカップ、ペンギンでかバッジ
「Suica1000万枚&3周年 ありがとうキャンペーン」
2004年11月 - ペンギンメモパッド
「新生活をSuicaで。」キャンペーン
2005年3月 - 【応募シール】 ペンギン置時計、ペンギンランチボックス、ペンギン文具セット
「Suica とおでかけ。」キャンペーン
2005年6月 - 【応募シール】 ペンギン温泉セット、ペンギンレジャーセット、ペンギントラベルセット、ペンギンボールペン
「駅ナカ限定!Suica と暮らそう。」キャンペーン
2005年9月 - 【応募シール】 ペンギン抱き枕、ペンギンマグカップ、ペンギン携帯待受画面
待ち受け画面はズームペンギン、お昼寝ペンギン、お月見ペンギン、カップペンギン、はっぱペンギンの5種類。
「駅も街ナカもSuicaで。」キャンペーン
2005年11月 - 【応募シール】 ペンギン土鍋セット、さかざきちはるサイン絵本（ペンギンのおかいもの）、ペンギンミニ起き上がりこぼし、ペンギン携帯待受画面
「新・Suica生活。」キャンペーン
2006年3月 - 【応募シール】 ペンギン掛時計、ペンギンお重セット、ペンギン携帯待受画面、ペンギンスイカ味ドロップ
待ち受け画面は花びらペンギン、花咲ペンギン、居眠りペンギン、西瓜ペンギン、おにぎりペンギンの5種類。
「駅ナカも駅ビルもSuicaで。」キャンペーン
2006年9月 - 【応募シール】 ペンギンくつろ着セット、ペンギンブランケット、ペンギンカレンダー、ペンギン携帯待受画面
待ち受け画面はお買い物ペンギン、ポッケペンギン、赤とんぼペンギン、紅葉ペンギン、雪化粧ペンギンの5種類。
駅ナカ限定！「Suica でひろがる。」キャンペーン
2007年3月 - 【応募シール】 ペンギントースター、ペンギン湯ったりSPAセット、ペンギンカードホルダー、ペンギン携帯待受画面
SuiPo登録促進キャンペーン
2007年4月 - 【SUIPOユーザー登録で自動応募】 ペンギンマグカップ、ペンギンパスケース
これら販促用ペンギングッズが好評を博しているため、2005年7月より、ストラップ・ぬいぐるみ・ノート・シールなどのキャラクターグッズを「ペンギン百貨」と銘打って、山手線内の駅のNEWDAYS・キヨスクを皮切りに発売を開始している。細部のバリエーションも豊富で、マグカップでは白と黒の2種類が発売され、シールではスポーツ、ビジネス等ジャンル毎の種類が発売されている。現在では仙台・新潟地区での販売も行われている。2009年10月にはJR東日本が親会社であるJリーグ・ジェフユナイテッド市原・千葉仕様のぬいぐるみが同クラブのグッズショップで発売された。全国区では、JR東日本の子会社であるオレンジページから『ペンギンダイアリー』として毎年発売しており、宝島社からもSuicaのペンギンを題材とした付録がメインの書籍も定期的に刊行されている。
商品、値段については、山手線内で「Suica ペンギングッズ」を販売開始!! のページ または「Suicaのペンギングッズご案内サイト」（下記の外部リンク）を参照されたい。

### JR東日本の宣伝での使用
宮城県の仙石線と、新潟県の信越本線、越後線、白新線では、SuicaをPRするための広告電車が運行されている。
着ぐるみが用意されておりテレビコマーシャルにも登場、常磐線ではE231系電車の出発式に登場した。
JR東日本硬式野球部とJR東日本東北硬式野球部の応援にが着ぐるみが利用されている。なお着ぐるみは複数存在しているため、2022年にJR東日本とJR東日本東北が対戦した際には2体が登場しそれぞれのチームを応援している。

#### 2001年
11月18日からのSuica利用開始を宣伝するテレビコマーシャル（タッチ&ゴー篇）のマスコットキャラクターとして初登場。品川駅の改札で国仲涼子が定期入れから Suica定期券を取り出そうとすると、背後からペンギンの着ぐるみ姿のなぎら健壱が利用説明をする。これには補足説明の続編もあった。

#### 2003年
VIEW Suicaカードの登場と同時に、イワトビペンギンに似せて頭部に「V」の“羽飾り”を描いたペンギンが登場。以降、VIEW Suicaカード、JALカードSuicaのテレビコマーシャルでは、神木隆之介が声優をつとめている。

#### 2004年
上野駅でのSuica利用拡大キャンペーン「Suicaステーションうえの」で駅内の売店・食堂・自動販売機・コインロッカー等の施設に「風船形起き上がりこぼし」を設置。

#### 2005年
松任谷由実の『やさしさに包まれたなら』をバックに、ペンギンのぬいぐるみがコミカルな動きでイメージタレント・西原亜希にコンビニで魚肉ソーセージをねだるSuicaと私篇、失恋を癒すため大宮駅の駅ナカ施設「エキュート大宮」でケーキを買い湘南新宿ラインに乗り海に出かける片思い篇などのテレビコマーシャル放映が開始される。

#### 2006年
1月の「モバイルSuica」のサービス開始に合わせ、以下のコマーシャルが放送される。当初、JR東日本のコマーシャルは、NTT DoCoMo・au（KDDI/沖縄セルラー電話）と歩調を合わせて、モバイルSuicaサービスのスタート前後に集中的に放映開始予定であったが、羽越線脱線事故を受け1か月ほど自粛となった。
- 松任谷由実の『虹の下のどしゃ降りで』をバックに、仲間由紀恵とペンギンがスケートをするauのコマーシャルモバイルSuica・スイスイ篇
- 亀梨和也（KAT-TUN）とペンギンが登場する、NTTドコモFOMA902iのコマーシャルモバイルSuica篇
- 松任谷由実の「虹の下のどしゃ降りで」をバックに、南極の仲間のことを思い出し寂しくなったペンギンを慰めるため、西原亜希とモバイルSuicaで電車に乗ってスケートリンクに行くJR東日本のコマーシャル少しだけホームシック篇。このコマーシャルは、携帯画面のロゴとタッチするときの携帯がそれぞれ異なるという点で、NTTドコモとauとの違いがある。

10月にはVIEW Suicaでオートチャージが開始するにあたり、次のコマーシャルも放送されている。
- 「V」の羽飾りのないペンギンがVIEW Suicaで電車に乗ったり、街中で買い物をしたり、飲食をしたりするチャージはオートで篇
  - 2007年3月からはPASMO加盟の私鉄・地下鉄の改札口でもオートチャージが利用できるようになったため、バスに乗るシーンが加えられ、改札口の読み取り部分が一部シーンでPASMOのものに差し替えられている。このCMより、ペンギンの声優が神木隆之介から小林翼に変更された。

その他にも以下のコマーシャルが継続して放映されている。
- 新入社員学生が増える4月にあわせ、東京に出てきた若者がモバイルSuicaの便利さを実感する東京になっていく篇
- 10月からの一般クレジットカードのモバイルSuica解禁に合わせ、ペンギンと西原亜希が駅ナカの携帯電話売り場「Ekimobi」でやや強引にモバイルSuica加入をサラリーマン（並樹史朗）にアピールするあの手この手篇

#### 2007年
- イオンでのSuicaと、NTTドコモのクレジットサービス「iD」のサービス開始に合わせ、イオンのコマーシャルにペンギンとドコモダケが登場する。
- モバイルSuicaが使える携帯なのに使わないのはもったいないといわれたことに触発され、ペンギンが普段使っていない羽で空を飛ぶ事にチャレンジする思わず飛んでしまう篇コマーシャルが放映。
- PASMOの相互利用開始を告知するコマーシャルがスタート。
  - 列をなした5匹のペンギンが、「Suicaはここまでになりました」とおじぎをするありがとう篇が放映。
  - ペンギンがプラカードをめくりながら、私鉄も地下鉄もバスも「いつものSuicaで」使えることを伝えるいつものSuica篇が放映。
  - 同じくペンギンが、JR沿線外の観光地（六本木、自由が丘、浅草、東京タワー等）が表記されたプラカードをめくりながら、西原亜希が「こんにちは」と読み上げるこんにちは篇が放映。
  - いずれの3つもモバイルSuicaのコマーシャルではないため、イメージソングは『やさしさに包まれたなら』が再び使用されている。
- TOKYO STATION CITYのテレビコマーシャルミュージカル篇に、東北新幹線で上京してきた女の子（小林涼子）を出迎える役として登場。Suicaとは直接関係のないコマーシャルへの出演は初めて。
- ペンギンが携帯電話を担ぎエアギタープレイを行うモバイルSuicaのケータイ Rock!篇コマーシャルがオンエア。モバイルSuicaのPC用公式サイトから、コマーシャルの1シーンを携帯電話の待ち受け画像にできるキャンペーンも展開された。エアギターの世界チャンピオンであるダイノジ大地洋輔の動きを読み込み、そのデータをCGのペンギンに付けて動かしている。

#### 2008年
- モバイルSuicaのケータイ Rock!篇の続編にあたる、モバイルSuica特急券の告知コマーシャルケータイ Rock!　新幹線ティザー篇がオンエア。前作同様携帯電話を担いだペンギンのエアギタープレイと共に、JR東日本管内の新幹線の愛称がカタカナ表記で次々と示される。
- JR東日本ウォータービジネスの販売する天然水「From AQUA」の広告キャラクターに起用される。（正確には2007年からだが、2008年からペンギンを使用した広告が本格展開される）JR東日本管内の中吊りおよび自動販売機に向けたポスターや、トレインチャンネル限定CMムービー等が制作された。これらはFromAQUA公式サイトから閲覧できる。前出のTOKYO STATION CITY同様Suicaの機能・サービスとは直接の関係があるわけではないが、実質Suicaによる購買を促すキャンペーンとなっている。
- 数十羽ものペンギンが東京駅構内（グランスタ、新幹線連絡改札口、新幹線ホーム）で歌い踊るモバイルSuicaコマーシャルSound of Suica～新幹線Ver篇がオンエア。

#### 2009年
- 米国製カートゥーン風アニメでショッピングやレストラン、タクシー等でSuicaを使いこなすペンギンを描いた街でSuica篇がオンエア。

#### 2010年
- Suicaのペンギングッズ専門店『Pensta』が3月19日に東京駅八重洲南改札口内に開店した[10]。Suicaのペンギンそのもののグッズや書籍に加え、原作にあたるさかざきちはるの絵本まで販売されている。

#### 2016年
- 7月16日、Suicaのペンギン広場が新宿駅の新南口にあるバスタ新宿と同時にオープンした。これまでSuicaのペンギン像は、期間限定でイベント形式で設置されていたものの、常設で銅像としては初の設置となった。なお、2019年3月初旬から2020年6月30日までは、リニューアル工事のため一時的に撤去が行われていた。

#### 2019年
- TVアニメ『新幹線変形ロボ シンカリオン』（TBS系）第53話「クイズ!!ブラックシンカリオンとペンギン」に“新幹線超進化研究所総指令長、東スバル（CV.山寺宏一）が総指令長室のロッカーの中でこっそり飼っているペット”としてゲスト出演した。この番組はTBS系全国28局ネットなので、JR東日本エリアでなくても見ることができた。

#### CMイメージソング
- やさしさに包まれたなら 作詞・作曲：荒井由実 「Suicaキャンペーン」CMソング
- 虹の下のどしゃ降りで 作詞・作曲：松任谷由実 「モバイルSuicaキャンペーン」CMソング（2006年～2007年）

契約の関係もありモバイルSuicaのコマーシャルには『虹の下のどしゃ降りで』を優先し、それ以外は『やさしさに包まれたなら』を使用しシリーズの統一感を出している。